# Carles Congost
Carles Congost (Olot, Gerona; 1970) es un artista visual español.
Licenciado en Bellas Artes por la Universidad de Barcelona en 1995, ha formado parte de numerosas exposiciones tanto individuales como colectivas a nivel nacional e internacional. En sus piezas utiliza diferentes procedimientos visuales y auditivos como el vídeo, la fotografía, el dibujo y la instalación. Su trabajo ha sido a menudo asociado a la cultura de club, fenómeno cultural y social  de principios de la década de los noventa que, a través de la música, la moda y los media aportaba una visión nueva y emancipadora, eliminando distancias entre la alta y baja cultura y poniendo el foco en aspectos de género e identidad. Sus obras son relatos que evocan de manera irónica y visionaria el universo adolescente y su negociación entre identidad y consumo.
Entre sus exposiciones individuales más relevantes cuentan: The Congosound, La Capella, Barcelona, 1995; Country Girls, Espai 13/ Fundació Joan Miró, Barcelona, 2000; Popcorn Love, Espacio Uno, MNCARS (Museo Nacional Centro de Arte Reina Sofía), Madrid, 2001; Un Mystique Determinado, Bilbao Arte, Bilbao, 2003; Memorias de Arkaran, Centre d' Art Santa Mònica, Barcelona, 2005; Say I'm Your Number One, MUSAC, León, 2007; Adult Contemporary, Galeria Joan Prats, Barcelona, 2009; Paradigm, Artericambi Gallery, Verona (Italy), 2012; Wonders, Arts Santa Mònica, Barcelona, 2016; A Sense of Wonder, El Bòlit, Girona, 2017/ La Panera, Lleida, 2017/ Fabra i Coats, Barcelona, 2018; ¿Para qué sirven las canciones?, La Casa Encendida, Madrid 2020; Portrait as a Club Kid, Galeria Horrach Moyà, Palma (Mallorca), 2021; Music as a Foreign Language, Es Baluard, Palma (Mallorca), 2023;  entre otras. También ha participado en exposiciones colectivas en Hamburger Bahnhof, Berlin, 2002; PS1/ MOMA, Nueva York, 2003; La Bienal de Venecia, Venecia, 2003; Palais de Tokyo, Paris, 2004; IMMA (Irish Museum of Modern Art), Dublin, 2006; CCA (Centre for Contemporary Arts), Glasgow, 2013; Komplot, Brussels, 2014; Manifesta 11, Zurich, Switzerland, 2016; Bienal de Nicaragua, Managua, 2016; entre otras.